# مووسباخ (بایرن)
مووسباخ (به آلمانی: Moosbach) یک شهر در آلمان است که در Neustadt an der Waldnaab واقع شده‌است.